# Garidech
Garidech este o comună în departamentul Haute-Garonne din sudul Franței. În 2009 avea o populație de 1.573 de locuitori.

## Evoluția populației
| An        | 1975 | 1982 | 1990 | 1999 | 2006  | 2009  |
| --------- | ---- | ---- | ---- | ---- | ----- | ----- |
| Populație | 380  | 520  | 698  | 954  | 1.498 | 1.573 |

## Monumente

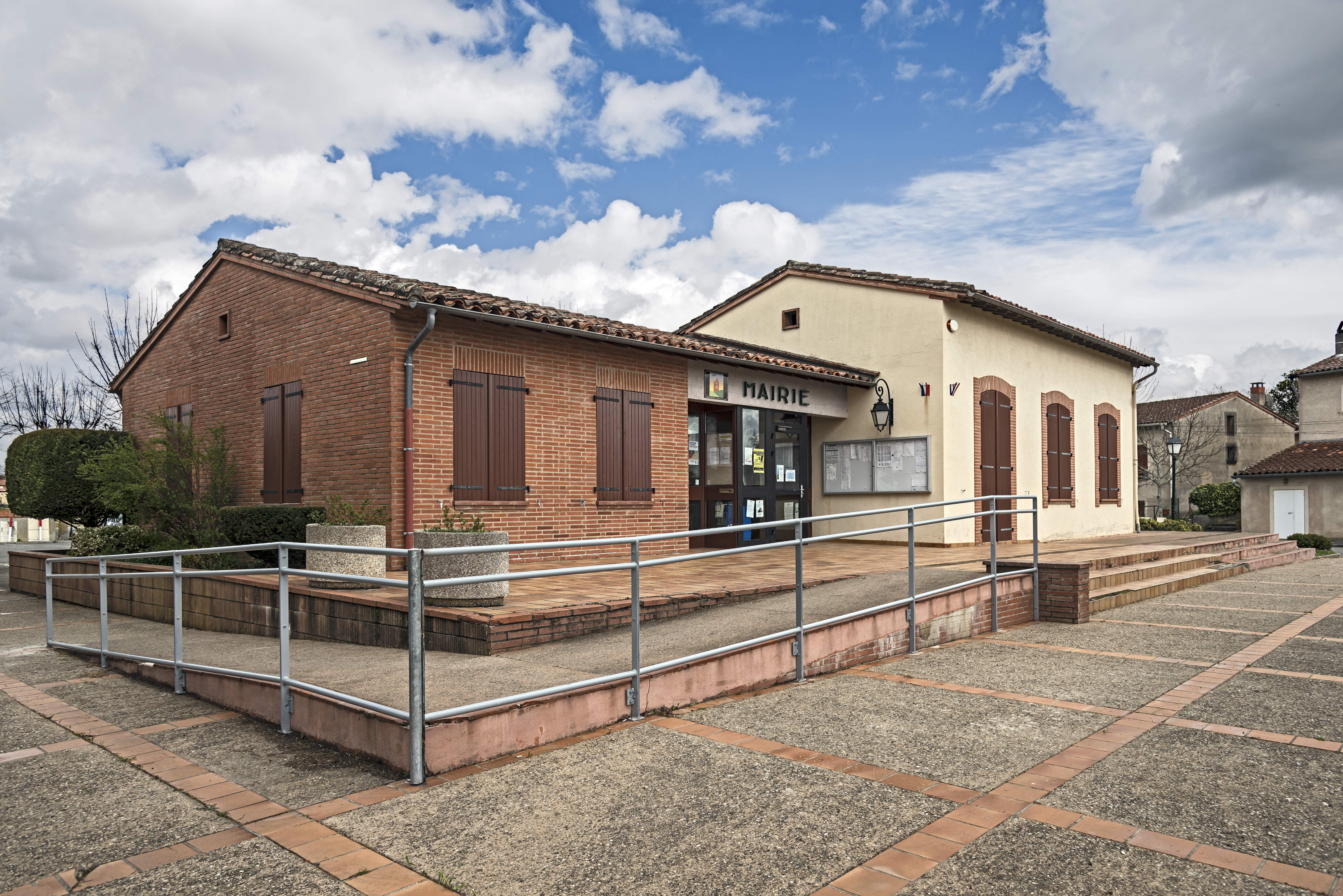
Primăria;
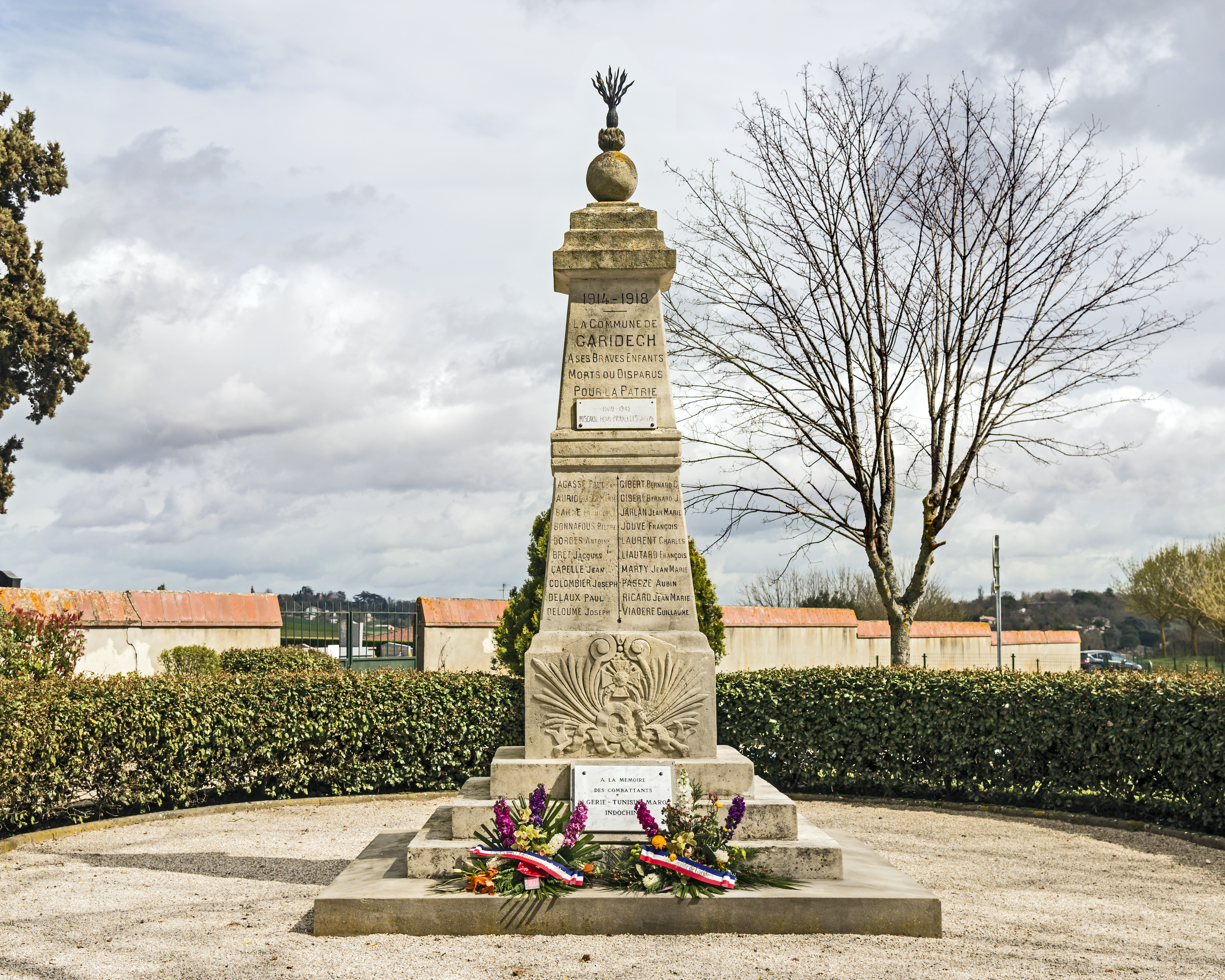
Memorialul de război;
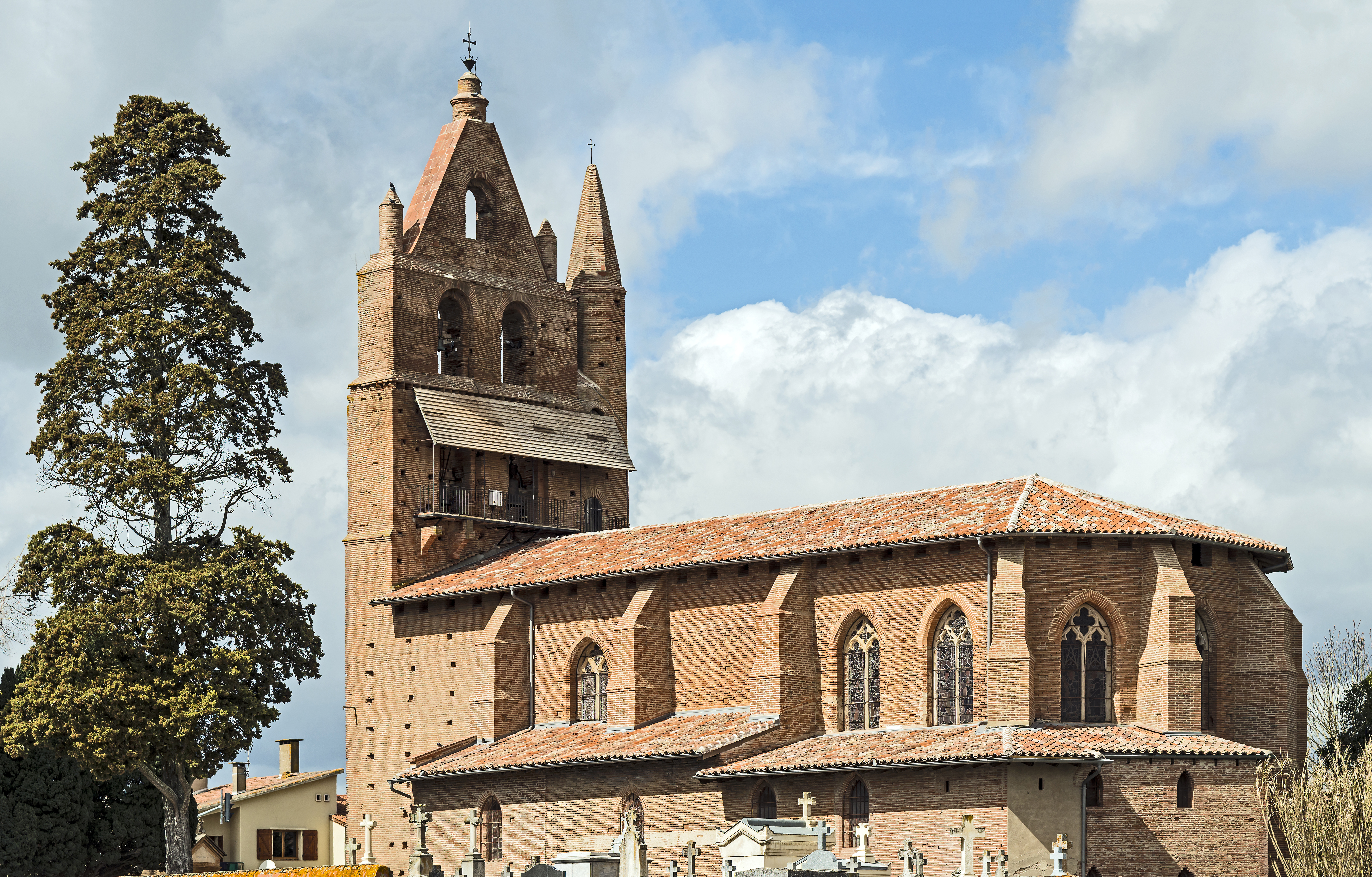
Biserica;
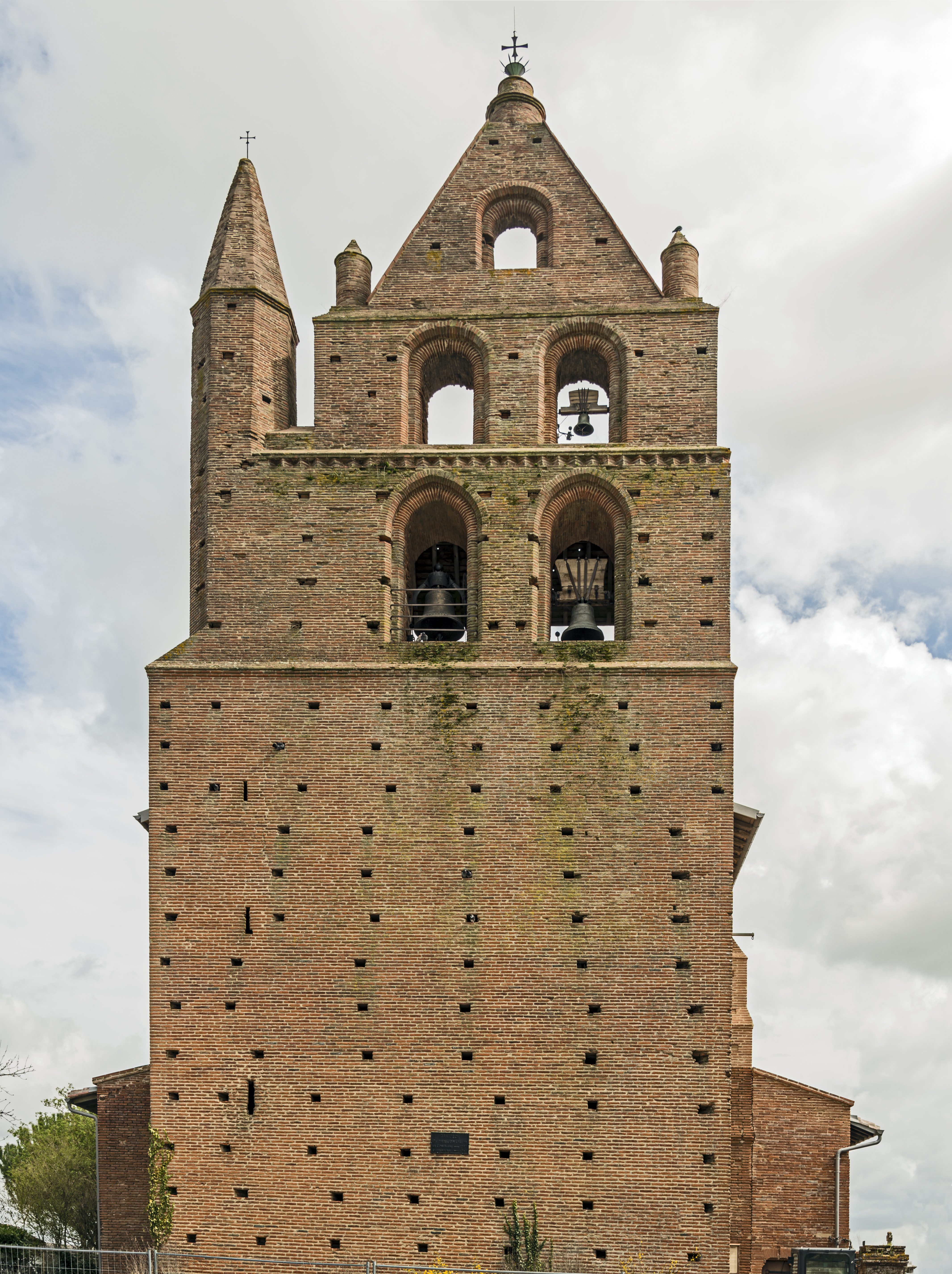
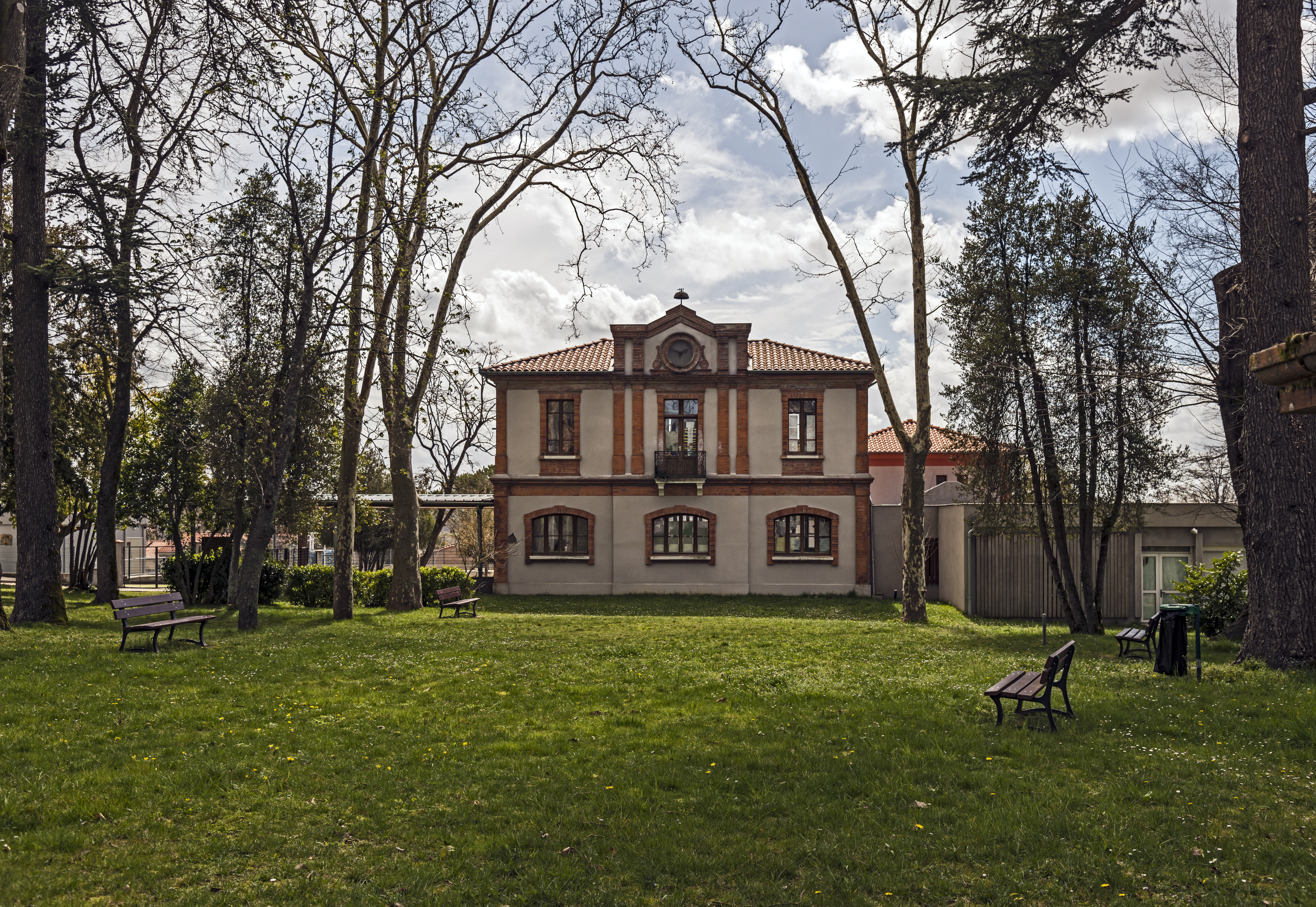
Scoala